# Trận Đan Mạch
Trận Đan Mạch là tên gọi cuộc tấn công của quân đội Đức Quốc xã băng qua biên giới Đan Mạch ngày 9 tháng 4 năm 1940 trên cả ba mặt trận đất liền, biển và trên không. Đối với Đức, đây là một phần phía nam của chiến dịch Weserübung (Weserübung-Süd), phụ trợ cho cuộc tấn công chính nhằm vào Na Uy ở phía bắc (Weserübung-Nord). Người Đức muốn sử dụng Đan Mạch làm căn cứ phục vụ các hoạt động chống lại Na Uy và đảm bảo các tuyến tiếp tế cho các lực lượng Đức tại đó.
Cuộc tấn công vào Đan Mạch là một sự vi phạm thỏa thuận không xâm lược mà Đan Mạch đã ký kết với Đức dưới một năm trước đó. Ban đầu, kế hoạch của Đức là gây áp lực ngoại giao buộc Đan Mạch chấp nhận cho các lục lượng hải, lục, không quân Đức có thể sử dụng lãnh thổ Đan Mạch, nhưng sau đó kế hoạch thay đổi khi Hitler đòi hỏi rằng cả Na Uy và Đan Mạch đều phải bị xâm chiếm. Bị áp đảo cả về số lượng và trang bị, quân đội Đan Mạch chỉ thể kháng cự trong một thời gian ngắn. Đây là một cuộc chiến tranh ngắn kỷ lục trong lịch sử quân sự thế giới.
Chính phủ Đan Mạch đã ngừng mọi hoạt động kháng cự chỉ sau 2 giờ chiến đấu, vì lo ngại không quân Đức sẽ ném bom Copenhagen, giống như họ đã làm với Warsaw trong chiến dịch tại Ba Lan tháng 9 năm 1939. Tuy nhiên do những vấn đề trong thông tin liên lạc mà nhiều đơn vị quân Đan Mạch vẫn tiếp tục chiến đấu riêng rẽ một thời gian, cho đến 2 tiếng đồng hồ tiếp theo, tất cả mọi chiến sự mới chấm dứt.

## Bối cảnh
Vào mùa xuân năm 1939 Hải quân Hoàng gia Anh đã bắt đầu nhận định về vùng Scandinavia rất có thể sẽ là chiến trường tương lai trong cuộc xung đột với nước Đức. Khả năng về một cuộc tấn công vào Na Uy, và cả Đan Mạch nữa, nổi lên cao độ kể từ khi Anh và Pháp tuyên chiến với Đức vào ngày 3 tháng 9 năm 1939. Chính phủ Anh lúc này đang miễn cưỡng tham gia vào một cuộc xung đột lớn mới trên lục địa châu Âu và dự định tiến hành một cuộc phong tỏa nhằm gián tiếp làm suy yếu nước Đức. Nền công nghiệp vũ trang của Đức bị phụ thuộc nhiều vào nguồn quặng sắt nhập khẩu từ Kiruna ở miền bắc Thụy Điển, và vào mùa đông khi vịnh Bothnia bị đóng băng, quặng sắt được vận chuyển qua cảng Narvik phía bắc Na Uy. Việc kiểm soát bờ biển Na Uy sẽ giúp Anh gia tăng sự phong tỏa đối với Đức.
Trong tháng 10 năm 1939, thủ lĩnh Hải quân Đức Quốc xã là Đô đốc Erich Raeder đã thảo luận với Adolf Hitler về mối đe dọa có thể gây ra nếu Anh có được các căn cứ tại Na Uy. Raeder cho rằng việc nắm Na Uy trong tay sẽ có thể giúp kiểm soát các vùng biển lân cận và làm căn cứ cho các hoạt động của tàu ngầm trong tương lai để chống lại Anh Quốc. Vào lúc đó, các bộ phận khác trong quân đội Đức Quốc xã không tỏ ra hứng thú với đề xuất này, và Hitler lại vừa ban hành một chỉ thị nêu rõ rằng mối quan tâm chính hiện nay là dành cho một cuộc tấn công trên bộ qua Vùng đất thấp.
Sau khi Chiến tranh Mùa đông giữa Phần Lan và Liên Xô bùng nổ, cả phe Đồng Minh phương Tây (Anh và Pháp) lẫn Đức đều tăng cường quan tâm đến Scandinavia. Anh và Pháp muốn giúp Phần Lan và đang tìm kiếm sự cho phép từ các quốc gia trung lập Na Uy và Thụy Điển để có thể vận chuyển binh lính, đồ tiếp tế thông qua lãnh thổ của họ. Hitler đã lo ngại rằng đối thủ Anh và Pháp sẽ triển khai quân tại các nước Bắc Âu và đe dọa nước Đức từ hướng này. Điều đó sẽ cắt đứt nguồn nhập khẩu quặng sắt của Đức từ phía bắc Thụy Điển. Tuy nhiên, cả Na Uy và Thụy Điển đều đã không đồng ý cho Đồng Minh vận chuyển và đóng quân tại miền bắc lãnh thổ của họ.
Hải quân Đức muốn có các căn cứ tàu ngầm ở Na Uy. Từ đó, họ sẽ có thể dễ dàng để tiến ra tại Đại Tây Dương và đe dọa các tuyến vận chuyển đường biển của Anh. Đồng thời, Hitler cần đến một chiến thắng nhanh chóng và thuyết phục để có thể đè bẹp sự chống đối trong ban lãnh đạo quân sự Đức. Mặc dù không có giá trị chiến lược quan trọng đối với Đức, nhưng Đan Mạch có thể được sử dụng như một căn cứ phục vụ cho các chiến dịch tại Na Uy, cho phép tăng cường công tác tiếp tế tại đó. Để chiếm Na Uy Đức cần phải kiểm soát được các sân bay ở Aalborg phía bắc Jutland. Ngoài ra, Bộ tư lệnh không quân Đức ủng hộ việc chiếm Đan Mạch nhằm mở rộng hệ thống phòng không phía bắc của Đức, gây thêm khó khăn cho máy bay ném bom Anh trong việc tấn công các thành phố của Đức từ hướng bắc.
Ban đầu, Hitler chỉ lên kế hoạch bắt buộc Đan Mạch phải chấp nhận "một sự vi phạm giới hạn về chủ quyền" để Wehrmacht có thể lập căn cứ tại Jutland và sử dụng sân bay Aalborg làm một điểm dừng chân và phi trường cho máy bay tiêm kích. Ngày 1 tháng 3 năm 1940 Hitler lại ban hành một chỉ thị rằng cả Na Uy và Đan Mạch đều bị xâm chiếm, và ngày 5 tháng 3 tướng Leonhard Kaupisch được chỉ định làm tư lệnh chỉ huy cuộc xâm lược của Đan Mạch, với mật danh Weserübung-Sud.

### Hiệp ước không xâm phạm Đan Mạch-Đức
Ngày 31 tháng 5 năm 1939 Đan Mạch và Đức Quốc xã đã ký kết "Hiệp ước không xâm phạm Đan Mạch-Đức năm 1939". Trong đó quy định "Vương quốc Đan Mạch và Đế quốc Đức sẽ không có hành động chiến tranh hay bất kỳ loại hình sử dụng vũ lực nào khác với nhau". Hiệp ước được ký kết giữa Bộ trưởng Ngoại giao Đan Mạch Peter Rochegune Munch và Bộ trưởng Ngoại giao của Đế chế thứ ba Joachim von Ribbentrop với thời hạn 10 năm và có thể được gia hạn thêm.

## Kế hoạch tấn công và lực lượng của Đức
Ngày 5 tháng 3, tướng Leonard von Kaupisch được bổ nhiệm làm tư lệnh chiến dịch tại Đan Mạch, với tham mưu trưởng là Thiếu tướng Kurt Himer. Tướng Himer tạm nắm quyền tư lệnh cho đến khi von Kaupisch đến Copenhagen ngày 10 tháng 4 năm 1940.
Bộ Tư lệnh tối cao Đức đã lên kế hoạch cho cuộc tiến công phối hợp nhằm tràn vào Đan Mạch một cách nhanh nhất có thể, dự kiến là trong một thời gian tương đối ngắn vào sáng ngày 9 tháng 4, sẽ tiến hành một loạt các cuộc tấn công tại Đan Mạch, trên cả ba hướng đất liền, biển và trên không, bao gồm một cuộc tấn công không vận tại các sân bay ở Aalborg, một cuộc đổ bộ bất ngờ của bộ binh với sự trợ giúp của hải quân tại Copenhagen và một cuộc tấn công đồng thời trên bộ băng qua bán đảo Jutland.
Ngày 2 tháng 4 Hitler đã ấn định thời điểm tấn công là vào lúc 4h15 ngày 9 tháng 4 (5h15 giờ Đức). Kế hoạch tấn công cụ thể như sau:
- Một tiểu đoàn tăng cường (tiểu đoàn 2, trung đoàn bộ binh 308 thuộc sư đoàn bộ binh 198) trên tàu du lịch bọc thép "Hansestadt Danzig" nặng 2.430 tấn, được hộ tống bởi tàu phá băng "Stettin" (Nhóm tàu 8), sẽ tiến về phía bắc đảo Zealand, đổ bộ lên Copenhagen, đánh chiếm Kastellet - tổng hành dinh quân đội Đan Mạch - và đảm bảo chắc chắn rằng vua Christian X và chính phủ Đan Mạch không chạy trốn khỏi đất nước.
- Cùng lúc ấy Đại sứ Đức tại Copenhagen, Cecil von Renthe-Fink, cùng với tham mưu trưởng của ông - vốn được phái đến thành phố từ hôm trước bằng đường dân sự - sẽ thông báo với bộ trưởng ngoại giao Đan Mạch yêu cầu phải chấp nhận sự chiếm đóng của Đức.
- Sư đoàn bộ binh 198 với 14.500 quân dưới sự chỉ huy của Thiếu tướng Otto Röttig sẽ tiến đánh Zealand và Lolland-Falster. Lực lượng chính của sư đoàn sẽ đổ bộ tại Korsør và tiến về phía bắc tới Copenhagen, trong khi một lực lượng nhỏ hơn sẽ chiếm Nyborg trên đảo Fyn để lập đầu cầu đổ bộ và cắt đứt con đường liên lạc giữa Jutland và đảo Zealand.
- Lính dù thuộc tiểu đoàn 4, trung đoàn dù số 1 sẽ đổ bộ tại đảo Masnedø, đánh chiếm pháo đài và cầu Storstrøm một cách nguyên vẹn.
- Tiểu đoàn số 3 thuộc trung đoàn bộ binh 305 sẽ lên các tàu Đức "Mecklenburg" và "Schwerin" từ Warnemünde để đến Gedser và hành quân về phía bắc.
- Một lực lượng nhỏ hơn sẽ lên bờ tại Middelfart và Snoghøj để chiếm cây cầu Little Belt cũ.
- Lữ đoàn súng trường cơ giới số 11 với 8.800 quân, do đại tá Angern chỉ huy, được hỗ trợ bởi các tiểu đoàn súng máy số 4 và 14 cùng một tiểu đoàn từ trung đoàn "Đại tướng Göring" sẽ vượt biên giới tại Padborg và Rens. Sau đó, họ phải di chuyển lên phía bắc để hội quân với lính nhảy dù, được bố trí thả xuống Aalborg vào sáng sớm để chiếm 2 sân bay ở đó.
- Đơn vị Thiết giáp đặc biệt số 40, các đơn vị pháo binh số 2 và 3 cùng 3 tàu bọc thép sẽ hỗ trợ cho cuộc tiến quân vào Jutland với 43 xe tăng loại Panzer I và Panzer II cùng nhiều xe thiết giáp trinh sát hạng nhẹ Sonderkraftfahrzeug 222 và hạng nặng Sonderkraftfahrzeug 231.
- Quân đoàn Không quân số 10 Đức huy động 10 phi đội máy bay ném bom và 10 phi đội máy bay chiến đấu sẵn sàng hoạt động, tổng cộng xấp xỉ 250 chiếc. Các máy bay sẽ tấn công thị trấn Værløse nhằm tiêu diệt các máy bay chiến đấu của Đan Mạch ngay trên mặt đất và chứng tỏ với Copenhagen là họ sẵn sàng thả bom thủ đô nếu chính phủ Đan Mạch quyết định kháng cự. Có thêm hai phi đội Stuka ở trong tình trạng báo động tại Đức, ngoài ra quân đoàn còn có một số máy bay trinh sát và vận tải sẵn sàng phục vụ.
- Một đội mặc thường phục thuộc lực lượng biệt kích Brandenburg sẽ băng qua biên giới một vài giờ trước cuộc xâm lăng, để ngăn chặn người Đan Mạch phá hủy các cơ sở quan trọng.
- Hải quân Đức sẽ cung cấp các tàu chiến và tàu vận tải cần thiết cho chiến dịch.

## Tình trạng quốc phòng của Đan Mạch năm 1940

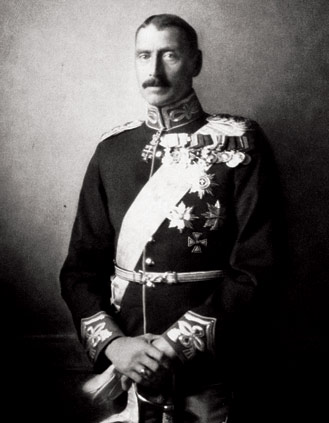
Quốc vương Christian X của Đan Mạch.

Năm 1937 Chính phủ Đan Mạch đã thấy rõ ràng rằng quân đội Đan Mạch cần được nâng cấp và mở rộng để phòng ngừa quốc gia láng giềng ở phía nam. Cùng năm đó việc mở rộng quân đội đã bắt đầu. Người Đan Mạch đã cho thành lập một Bộ tổng tham mưu, hai sư đoàn - một phòng thủ Zealand và một phòng thủ Jutland - cùng một lực lượng đồn trú tại Bornholm; không quân Đan Mạch cũng được cơ cấu lại và cho thành lập các đơn vị hỗ trợ phòng không, công binh và vận tải.
Tổng tư lệnh quân đội Đan Mạch là vị vua 70 tuổi Christian X. Chính trị gia Xã hội Dân chủ Alsing Andersen là Bộ trưởng Quốc phòng và người đứng đầu của cả Bộ Chiến tranh lẫn Bộ Hải Quân. Trung tướng William Wain Prior làm chỉ huy Lục quân, Phó Đô đốc Hjalmar Rechnitzer cầm đầu Hải quân. Sư đoàn Zealand do Thiếu tướng Hans Aage Rolsted và có tổng hành dinh đặt tại Copenhagen, còn sư đoàn Jutland dưới quyền Thiếu tướng Frederick Christian Essemann đóng tại Viborg.
2 sư đoàn Đan Mạch bao gồm 7 trung đoàn bộ binh, 2 trung đoàn kỵ binh, Đội Cận vệ Hoàng Gia và 3 trung đoàn pháo binh dã chiến. Trong mùa đông 1939-1940 quân đội đã được động viên một phần, và ngày 9 tháng 4 năm 1940 quân đội Đan Mạch có tổng cộng 15.000 người, trong đó có 8.000 người trong số họ mới đến tuổi đi lính.
Lục quân và Hải quân Đan Mạch có trang thiết bị rất lạc hậu và hầu hết đã quá hạn sử dụng, có ít hoặc không có kinh nghiệm chiến đấu. Quân đội Đan Mạch đã không phải tham chiến kể từ năm 1864, sau cuộc chiến chống lại Phổ và Áo trong chiến tranh Schleswig lần thứ hai. Hầu hết quân đội Đan Mạch chỉ được trang bị súng trường M.1889, và một số đã có súng máy Madsen M.1929 hoặc Madsen M.1924. Một trong những lợi thế của binh sĩ Đan Mạch trong cuộc xung đột ngắn này là pháo tự động Madsen 20 li M.1938, đã được chứng minh là một vũ khí chống tăng tốt. Việc đụng độ với loại vũ khí này đã là một bất ngờ khó chịu đối với các xe bọc thép Đức.
Lục quân cũng có một số súng chống tăng Bofors 37 li M.1937. Về mặt phòng không quân đội Đan Mạch có súng chống máy bay L/49 M.1932 75 li. Có 3 khẩu đội đóng tại Nam Jutland, và đã tấn công vào nhiều máy bay ném bom và tiêm kích của Đức trong 4 giờ đồng hồ chiến tranh.

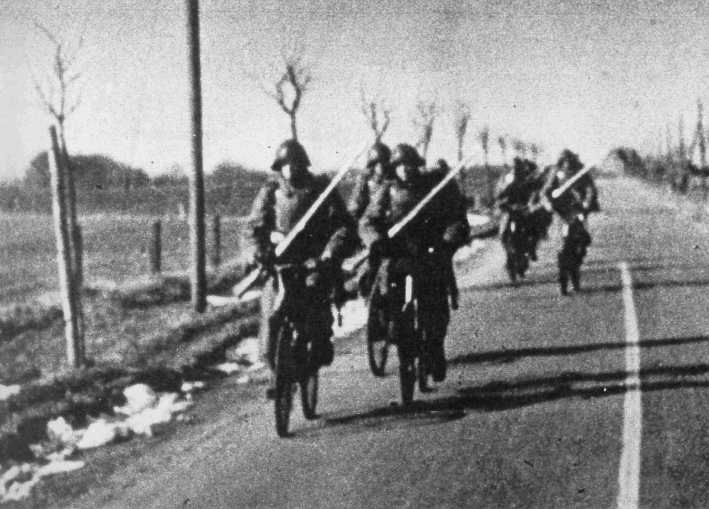
Quân Đan Mạch thuộc tiểu đoàn xe đạp số 4 tham chiến tại Bredevad, ảnh chụp tại Hellevad ngày 9 tháng 4 năm 1940.

Lục quân Đan Mạch có sự hỗ trợ từ phía Không quân bao gồm hai phi đội máy bay tiêm kích với 13 máy bay hai tầng cánh Gloster Gauntlet và 7 máy bay tiêm kích hiện đại Fokker D. XXI của Hà Lan. Ngoài ra, không quân Đan Mạch còn có 28 máy bay trinh sát và 19 máy bay huấn luyện. Các lực lượng không quân Đan Mạch đóng tại căn cứ Værløse gần Copenhagen.
Hải quân Đan Mạch có căn cứ chính tại Holmen, Copenhagen, nhưng do lệnh huy động nên các tàu bè được phân tán ra đóng tại nhiều vùng khác nhau của đất nước. Hải quân có 1.500 người và 58 tàu (2 tàu pháo binh, 6 tàu phóng ngư lôi, 7 tàu ngầm, 3 tàu thả mìn, 9 tàu quét mìn, 4 tàu tuần tra cùng các tàu kĩ thuật và khảo sát), tuy nhiên hầu hết đều đã cũ và lỗi thời. Tốt nhất trong số đó là hai tàu pháo binh cũ "Peder Skram" và "Niels Juel". Hiện đại nhất là 3 tàu phóng ngư lôi được đóng vào đầu những năm 1930 và 4 tàu ngầm. Không lực Hải quân bao gồm 2 phi đội, một được trang bị 13 thủy phi cơ Heinkel HE 8 cũ kỹ đóng căn cứ chính tại Copenhagen và một được trang bị 8 thủy phi cơ chiến đấu Hawker Nimrod Mk.II đóng tại Avnø.
Các pháo đài phòng thủ bờ biển tại Copenhagen (Middelgrundsfortet, Flakfortet và Dragørfortet) đã không được chuẩn bị cho chiến tranh. Ngày 9 tháng 4 năm 1940 pháo đài Middelgrundsfortet mới nhận được thêm 450 tân binh. Pháo đài Masnedø nằm trên eo biển Storstrømmen đã không còn hoạt động, và do đó chỉ được bố trí có một người bảo vệ dân sự và 2 tân binh.
Từ thời điểm Chiến tranh thế giới thứ hai bắt đầu tháng 9 năm 1939, hải quân Đức đã tiến hành thả mìn trong vùng biển quốc tế tại lối vào biển Baltic. Tháng 11 năm 1939, Chính phủ Đan Mạch, trước áp lực từ phía Đức, cũng đã cho rải mìn ở vùng biển lãnh thổ Đan Mạch tại các eo biển Oresund, Storebælt và Lillebælt. Người Đức tuyên bố đã phát hiện ra các tàu ngầm của Anh tiến vào biển Baltic qua vùng lãnh hải của Đan Mạch, mặc dù điều đó là không được phép do tình trạng trung lập Đan Mạch. Các bãi mìn của Đan Mạch đã được bảo vệ bởi một tàu chiến Đan Mạch và các tàu chiến Đức. Vào cuối tháng 3 năm 1940 người Đức đã bắt đầu xem xét bố trí lại các bãi mìn của mình.
Ngay cả lối vào cảng Copenhagen cũng được đặt mìn, mặc dù tình trạng trung lập của Đan Mạch không cho phép tàu chiến nước ngoài được đến cảng. Tuy nhiên, đến mùa xuân năm 1940 việc bố trí các bãi mìn vẫn còn đang dang dở và bị đình lại do số lượng băng lớn tại eo biển Øresund.

## Trận chiến

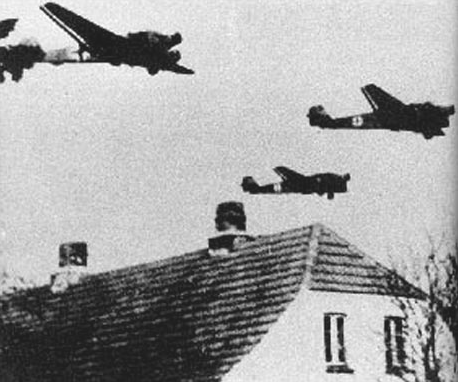
Máy bay vận tải Junkers Ju 52 của Đức trên bầu trời Đan Mạch ngày 9 tháng 4 năm 1940.

Mặc dù quân đội Đan Mạch đã được cảnh báo trước về cuộc tấn công, nhưng lại bị từ chối cho triển khai quân hay chuẩn bị tư thế phòng thủ, do chính phủ Đan Mạch không muốn hành động tỏ ra khiêu khích với Đức. Đến ngày 8 tháng 4 mới có lệnh cho toàn bộ quân đội phải sẵn sàng ứng phó trong tình huống khẩn cấp. Điều này có nghĩa là binh sĩ được cung cấp đạn thật, ba lô quần áo được nhận dạng. Mũ sắt thì có thể bỏ đi, còn quần áo da chỉ được nới lỏng ra. Các thành viên phi hành đoàn có thể nghỉ ngơi trên giường, nhưng đèn không được tắt và cửa phải mở. Xe cộ động cơ cần được kích hoạt lên trong khoảng thích hợp. Tất cả những gì có sẵn để đối phó với cuộc xâm lăng trên bộ là các đơn vị nhỏ lẻ và rải rác bảo vệ biên giới và các thành phần thuộc sư đoàn Jutland. Thế nhưng riêng lực lượng Hải quân đã không được tăng cường chuẩn bị, điều này đã gặp phải những chỉ trích dữ dội, vì vậy mà người đứng đầu chỉ huy hải quân, Phó Đô đốc Rechnitzer, chẳng bao lâu sau đã phải từ chức.
1 giờ sáng ngày 9 tháng 4, tàu du lịch bọc thép Hansestadt Danzig của Đức đã bị phát hiện ngoài khơi Helsingør. Con tàu mang theo một tiểu đoàn tăng cường và tiến về phía bắc Zealand qua eo biển Storebælt. Một giờ sau các tàu Mecklenburg và Schwerin đã khởi hành từ Warnemünde và lúc 3h55 thì đổ quân lên Gedser. Quân Đức lên bờ và cắt dây điện thoại, sau đó là các xe mô tô thiết giáp, họ nhanh chóng tiến về đánh chiếm cây cầu Storstrøm cùng với lực lượng lính dù. Cùng lúc ấy con tàu chiến tuyến Schleswig-Holstein cũng tiến qua eo biển Storebælt bằng đường Vengeancegrunden, trong khi phần còn lại của đội tàu đã đổ bộ tại Korsor rồi tiếp tục tiến lên phía bắc. Trong khi đó tại Copenhagen, tướng Himer tham mưu trưởng của Thiếu tướng Leonard Kaupisch và Đại sứ Đức tại Đan Mạch Cecil von Renthe-Fink cũng bắt đầu bàn bạc về những hoạt động ngoại giao sắp tới.
Lúc 3h30 sáng một đội tuần tra Đức đã vượt biên giới tại hồ Nyhus, và trốn trong một ngôi nhà của người Đức sống tại Đan Mạch ở làng Rønsdam. Đội lính này sau đó đã đánh chiếm nhà ga Padborg trước khi đoàn tàu bọc thép đầu tiên của Đức vượt qua biên giới tiến lên phía bắc. Trong khi đó một nhóm các binh lính mặc thường phục thuộc lực lượng Brandenburg cũng bí mật tiến vào Padborg. Đồng thời Bộ Tổng tham mưu Đan Mạch cũng nhận được một thông điệp từ các đơn vị đồn trú tại Tønder và bộ đội biên phòng tại khu vực khoảng giữa Møllehus và Rens rằng họ có thể nghe thấy tiếng ồn động cơ và những mệnh lệnh quân sự từ phía nam biên giới vọng sang. Tuy nhiên, trên đoạn biên giới tại Kruså, tình hình lại rất yên tĩnh. Người Đan Mạch phát đi những báo động đầu tiên khi Bộ tư lệnh Hải quân nhận được thông báo từ tàu phóng lôi Glenten ("Con diều") rằng họ đã cứu thoát 32 lính Đức vào đêm trước, sau khi một tàu kéo Đức bị đắm tại eo biển Storebælt lúc 21h20 vì va chạm với một tàu Đức khác. Thông điệp này đã bị trì hoãn bởi vì nguyên tắc bảo mật không cho phép gửi nó qua radio. Bộ trưởng Quốc phòng Alsing Andersen và thủ lĩnh Hải quân Đan Mạch, Phó Đô đốc Rechnitzer đã được đánh thức dậy và thông báo cho biết về tình hình này.
Lúc 3h40 giờ thuyền trưởng tàu Ingolf của Đan Mạch đã ra lệnh duyệt lại đội ngũ của tàu vì ông nhận thấy tình hình rằng ngày càng có nhiều tàu chiến của Đức xung quanh họ trong đêm tối như đang đe dọa. Năm phút sau, Sư đoàn Hoàng gia nhận được tin nhắn từ các đơn vị đồn trú tại Tønder rằng họ có thể nghe thấy tiếng ồn động cơ trên đoạn biên giới từ Rends đến Aventoft.
Lúc 3h55 tại pháo đài Middelgrundsfortet người ta có thể phát hiện bằng mắt thường 2 chiếc tàu Hansestadt Danzig và Stettin treo cờ chiến được 2 tàu tiếp nhiên liệu hộ tống tiến đang trên đường tiến vào cảng Copenhagen, và cảnh báo cho viên đại úy hải quân phụ trách canh gác bờ biển. Ông này đã ra lệnh chiếu sáng hai con tàu bằng đèn pha rọi và phát tín hiệu dừng quốc tế. Khi các tàu này không đáp lại, ông liền ra lệnh bắn cảnh cáo, nhưng đại bác phòng thủ bờ biển đặt trên pháo đài Middelgrund đã không nổ và hai con tàu vẫn tiếp tục tiến. Cũng vào thời điểm này, sứ quán Đức tại Copenhagen đã gọi điện đến Bộ Ngoại giao Đan Mạch và yêu cầu thông báo cho Ngoại trưởng Peter Munch rằng Đại sứ Đức muốn hội kiến với ông ta vào lúc 4h20.
4 giờ sáng tại chiếc cầu cạn đường sắt ở Padborg, 3 đội lính biên phòng Đan Mạch đang trên đường tới Bow đã bất ngờ bị tấn công bởi các toán lính mặc thường phục Đức thuộc lực lượng Brandenburg. Một lính Đan Mạch bị giết tại trận còn 2 người khác sau đó chết trong bệnh viện cùng ngày ở Sonderborg. Đây là thương vong đầu tiên của người Đan Mạch trong cuộc xâm lăng. Mười phút sau quân biên phòng tại Sæd đã báo cáo về lực lượng đồn trú Tønder rằng "bốn lính Đức đã tiếp cận và làm lung lay hàng rào chắn biên giới Đan Mạch". Trước sự việc này, đồn đã phát lệnh tập hợp binh lính.

### Trận chiến ban đầu

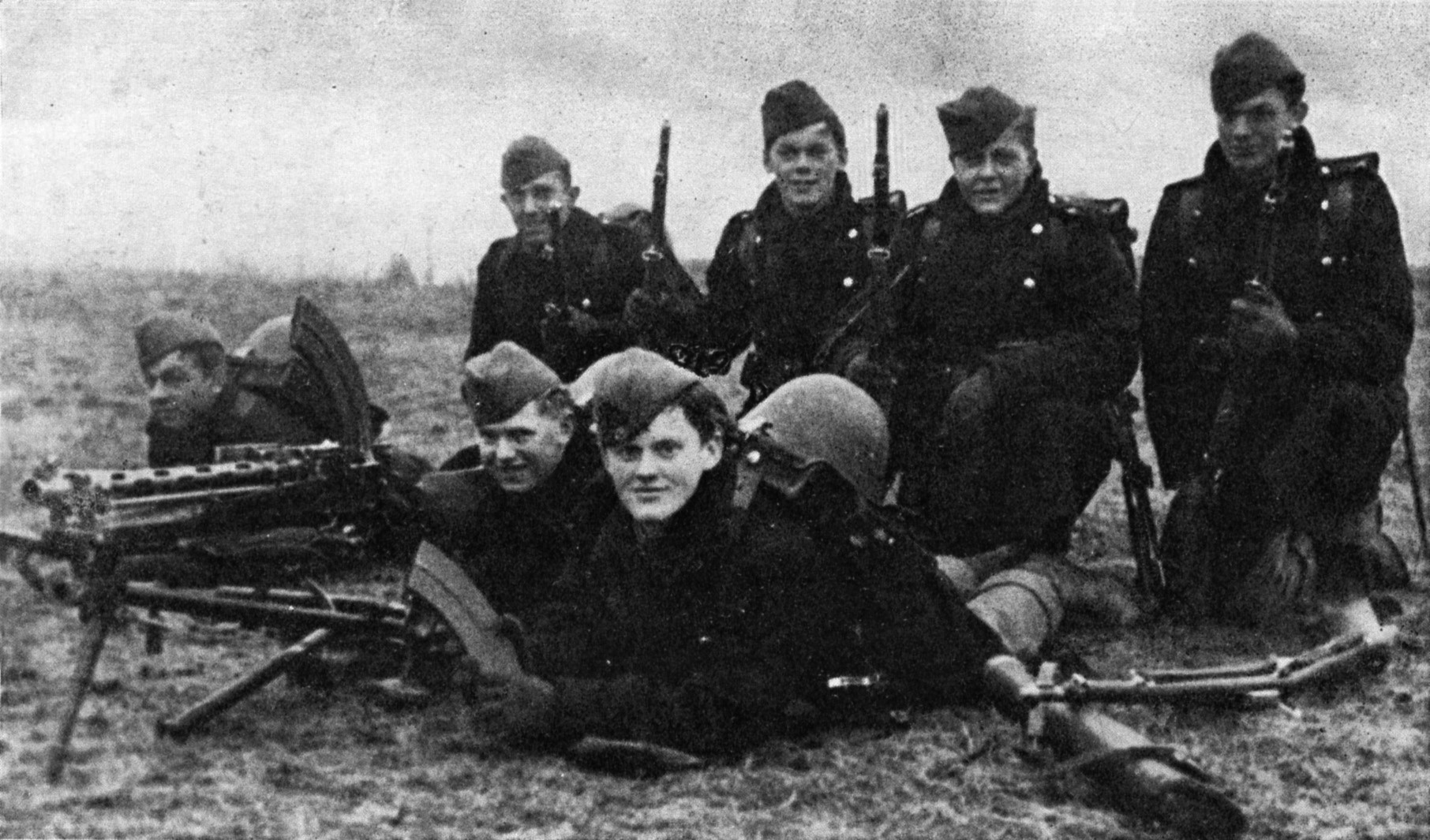
Quân Đan Mạch tại Bredevad trong buổi sáng quân Đức tấn công. Hai người trong bức ảnh này đã bị giết trong ngày hôm đó

Vào lúc 4h15 quân đội Đức đã vượt biên giới Đan Mạch tại các khu Sæd, Rens, Padborg và Kruså. Lực lượng chủ yếu của sư đoàn bộ binh số 170 (gồm 2 lữ đoàn số 391 và 399) băng qua biên giới tại Kruså, lữ đoàn súng trường (Schütze) 11 tại Padborg và Rens, còn trung đoàn bộ binh 401 thuộc sư đoàn bộ binh 170 tại Sæd. Đồng thời 3 đại đội của trung đoàn bộ binh 399 cũng đổ bộ tại Snoghøj và Middelfart, ở khu vực lân cận cầu Little Belt cũ. Cùng với cuộc đổ bộ đồng thời của hải quân Đức tại eo biển Lillebælt, các lực lượng biên phòng Đan Mạch đã bị chia cắt ngay từ lúc bắt đầu cuộc chiến.
Lúc 4h20 đại sứ Renthe-Fink và Tùy viên quân sự Đức Petersen đã đến gặp Bộ trưởng ngoại giao Đan Mạch Peter Munch và thông báo rằng họ đã có bằng chứng cho thấy rằng người Anh đã lập kế hoạch một cuộc tấn công vào Đan Mạch, và Đức sẽ giúp bảo vệ Đan Mạch chống lại việc này. Renthe-Fink cũng cho biết quân Đức đã vượt qua biên giới và các máy bay ném bom Đức sẵn sàng oanh tạc Copenhagen nếu Đan Mạch kháng cự, rồi ông ta trao cho viên bộ trưởng một bản ghi nhớ với 13 yêu cầu mà người Đức muốn được đáp ứng. Peter Munch phản đối việc vi phạm tính trung lập của Đan Mạch, và nói rằng ông cần phải đệ trình những yêu cầu này cho Quốc vương và Thủ tướng trước khi có thể đưa ra câu trả lời.
Cùng lúc 4h20, chiếc Hansestadt Danzig đã cập bến tại Langelinie thuộc Copenhagen. Quân Đức trên tàu (gồm 1 tiểu đoàn tăng cường thuộc Trung đoàn Bộ binh 308) đã đổ bộ và bắt đầu tiến về Kastellet tại Copenhagen. Có một máy phát vô tuyến đặt trên một chiếc xe tải dân dụng (với 6 thường dân Đức) và được quân đội mang theo đến Kastellet.
Quân đồn trú tại Haderslev đã được triển khai sau khi nhận lệnh báo động từ trại Søgård. Lúc 4h25 Bộ Tổng tham mưu thông báo quân Đức đã vượt qua biên giới. Bộ tư lệnh Hải quân cũng báo cáo rằng quân Đức đã đổ bộ tại Middelfart và Nyborg. Cùng thời điểm này Bộ trưởng Bộ chiến tranh cũng báo cho Tổng chỉ huy Lục quân, trung tướng William W. Prior, rằng nhiều toán quân Đức đã đổ bộ ở Fyn và yêu cầu ông đến ngay Bộ.
Lúc 4h45 lực lượng chính của Sư đoàn Bộ binh 198 (bao gồm các trung đoàn bộ binh 305, 308 và 326) bắt đầu đổ bộ lên Korsør. Đội quân này không hề gặp kháng cự khi tiến quân và đã đến Copenhagen vào giữa trưa. Tại Tønder, lực lượng đồn trú ở đây đã rút lui lên phía bắc khi quân Đức xuất hiện trước cổng doanh trại, cùng thời điểm Bộ trưởng Ngoại giao Peter Munch đến lâu đài Amalienborg để xin gặp Quốc vương.
Năm phút sau, lúc 4h50, cuộc đụng độ đầu tiên giữa quân đội Đan Mạch và quân xâm lược đã nổ ra ở Lundtoftbjerg, tại đó một trung đội biên phòng 19 người của Đan Mạch với trang bị 2 pháo tự động Madsen 20 li và 1 súng máy hạng nhẹ được bố trí tại các cứ điểm án ngữ trên quốc lộ 10, cách Kruså gần 5 km về phía bắc. Sau cuộc đụng độ chớp nhoáng, Đức mất 2 xe thiết giáp và 3 xe gắn máy. Sau đó Đức điều thêm xe tăng đến tấn công, buộc quân Đan Mạch phải rút theo hướng bắc. Phía Đan Mạch chỉ có một người bị thương khi chiến đấu và thêm 1 trường hợp tử vong trong quá trình rút lui sau đó. Cũng vào thời điểm này Bộ Tổng tham mưu Đan Mạch đã báo động cho căn cứ không quân tại Værløse biết về cuộc tấn công của quân Đức.
Đến 4h55 lính Đức đã phá vỡ các cổng Zealand và Na Uy rồi tràn vào pháo đài Kastellet. Viên sĩ quan Stenkov trực pháo đài bị đánh thức bởi tiếng nổ và đã báo động lên Bộ Tổng Tham mưu quân rằng Đức đã bắt đầu tiến vào trong thành. Sau cuộc đổ bộ của tiểu đoàn thuộc sư đoàn bộ binh số 198 lúc 5h18, quân Đức đã bắt sống lực lượng phòng ngự 70 người của Kastellet - tổng hành dinh quân đội Đan Mạch - mà không phải nổ một phát súng. Sau khi pháo đài bị thất thủ, người Đức đã lập tại đây một trạm phát sóng radio, từ đó bắt được liên lạc với sư đoàn bộ binh 198 tại Korsor và đại sứ quán Đức ở Copenhagen. Doanh trại Đội Cận vệ Hoàng gia liền báo động qua đường điện thoại về cho đội cận vệ lâu đài Amalienborg rằng quân Đức đã đánh chiếm Kastellet. Năm phút sau Thủ tướng Đan Mạch Thorvald Stauning đã có mặt tại lâu đài Amalienborg. Cùng lúc ấy, vua và hoàng hậu cũng được đánh thức và nhận được câu hỏi từ ngài Bộ trưởng ngoại giao. Mục tiêu tiếp theo của Đức là lâu đài Amalienborg, nơi trú ngụ của hoàng gia Đan Mạch.
Sau khi nắm được tình hình, Bộ trưởng quốc phòng, trung tướng Prior đã ra lệnh báo động, đặt sư đoàn Zealand và sư đoàn Jutland cùng với đội cận vệ vào tư thế sẵn sàng chiến đấu.
Vào lúc 5h15, 96 lính dù Đức (Fallschirmjäger) thuộc trung đoàn dù số 1 đã được thả từ 9 máy bay vận tải Junkers Ju 52 của Cụm Không quân Chiến đấu Kampfgruppen z.b.V. 1 xuống chiếm cây cầu Storstrøm nối liền đảo Falster với đất liền, cùng với pháo đài bờ biển trên đảo Masnedø. Cuộc đổ bộ này nhằm mở đường cho các tiểu đoàn thuộc sư đoàn bộ binh số 198 Đức tiến về Copenhagen bằng đường bộ. Quân Đức chờ đợi hỏa lực mạnh ở xung quanh lâu đài, nhưng họ đã bất ngờ khi chỉ tìm thấy 2 binh nhì và 1 sĩ quan trong đó, và họ đã chiếm được cả hai mục tiêu mà không gặp kháng cự.
Gần Hokkerup nằm về phía đông bắc Kruså quân Đức đã đụng phải một rào cản với 34 quân Đan Mạch. được trang bị 2 khẩu đại bác 20 li trên quốc lộ 8. Đức liền bố trí một khẩu đại bác 37 li cách đó 300 mét, nhưng mới bắn được một đợt đã lại bị hỏa lực của quân Đan Mạch bắn hỏng. Tổng cộng quân Đan Mạch đã phá hủy được 3 xe thiết giáp, 1 xe bọc thép chở quân và 1 đại bác chống tăng của đối phương. Cuối cùng, quân Đức phải tiến hành bao vây và bắt sống được toàn bộ đơn vị này sau khi đã giết chết 2 lính Đan Mạch.
Cách Lundtoftbjerg 7 km về phía bắc, quân Đức cũng đụng phải một rào cản được trang bị 2 khẩu đại bác 20 li. Xe tăng Đức đẩy tung rào cản và bắt đầu nổ súng. Một khẩu đại bác bắn trả lại nhưng bị một chiếc xe tăng Đức nghiến nát. Viên pháo thủ cố gắng chạy trốn, nhưng đã bị giết khi một chiếc máy bay Đức đến bắn phá con đường. Khẩu đại bác thứ 2 thì bị trục trặc. Quân Đan Mạch đã cố gắng chạy trốn bằng mô tô, nhưng đã bị quân Đức đã bao vây và bắt sống toàn bộ.
Đến 5h25, 28 máy bay ném bom Heinkel He 111 và nhiều máy bay Dornier Do 17 thuộc Không đoàn Ném bom 4 (Kampfgeschwader 4) của Đức gầm rú trên bầu trời thủ đô để phô trương lực lượng và rải xuống các tờ truyền đơn OPROP!. Cùng lúc này quân Đức đã chiếm được cây cầu Little Belt nối liền đảo Fyn với bán đảo Jutland và giữ vững nó trước mọi cuộc không kích.
Cuộc tấn công đầu tiên tại miền tây Jutland đã diễn ra tại vùng Tønder. Trận giao tranh ban đầu là vào lúc 5h30 tại Abild trên quốc lộ 11 phía bắc Tønder. Ở đây quân Đan Mạch đã cầm chân quân Đức đủ lâu để cho các vị trí phòng thủ tại Sølsted cách đó không xa về phía bắc kịp hoàn thành. 2 xe bọc thép Đức đã bị súng chống tăng 20 li phá huỷ trước khi quân Đan Mạch buộc phải rút lui. Cũng vào thời điểm này bộ binh Đức đã tiến đến Amalienborg và gặp phải sự kháng cự quyết liệt của đại đội thuộc đội Cận vệ Hoàng gia Đan Mạch trên các con phố Amaliegade và Bredgade, cuộc tấn công đầu tiên của Đức bị đẩy lui, phía Đan Mạch có ba người bị thương. Nhờ vậy vua Christian X và các bộ trưởng đã có đủ thời gian để hội ý với chỉ huy quân đội Đan Mạch, tướng Prior.
Cùng lúc này 1 trung úy hải quân và 12 thủy thủ trên tàu Hansestadt Danzig đã áp sát con tàu pháo binh Niels Juel của Đan Mạch và yêu sách rằng đại bác và các vũ khí khác phải tháo đạn, và tất cả đạn dược phải bị vô hiệu hóa. Viên thuyền trưởng Đan Mạch đã chịu khuất phục trước yêu cầu của Đức bởi ông ta không thể làm gì trước lực lượng vượt trội của đối phương.
Tổng cộng 4 đội bay - toàn bộ sức mạnh của Bộ phận Không lực Lục quân Đan Mạch - đều đóng tại thị trấn Værløse gần Copenhagen. Đoán trước được cuộc xâm lăng của Đức, các phi đội này đều đã sẵn sàng để phân tán ra các sân bay trên toàn quốc, nhưng điều đó đã không xảy ra cho đến tận khi không quân Đức xuất hiện trên bầu trời căn cứ không quân này. Đến 5h25, khi máy bay Đức đến Værløse, đúng lúc 4 máy bay trinh sát Fokker C.V-E đang cất cánh, một trong số này đã bị một chiếc Messerschmitt Bf 110 thuộc lực lượng Zerstörergeschwader 1 do phi đội trưởng Wolfgang Falck chỉ huy bắn hạ tại độ cao 50 mét, cả hai trung úy V. Godtfredsen và G.F Brodersen thành viên phi hành đoàn đều bị chết. Sau đó, bất chấp hỏa lực phòng không dữ dội, các máy bay Bf 110 của Đức đã oanh tạc căn cứ, phá hủy 7 máy bay và làm hư hại nặng 14 chiếc khác trong khi chúng đang cố cất cánh, triệt hạ hầu hết Bộ phận Không lực Lục quân Đan Mạch chỉ bằng một đòn duy nhất. Còn Bộ phận Không lực Hải quân Đan Mạch vẫn ở nguyên tại các căn cứ của mình và tránh được thiệt hại.
Đến 6 giờ, đứng trước lời đe dọa rõ ràng của Không quân Đức về việc ném bom dân thường Copenhagen, chỉ còn lại tướng Prior chủ trương tiếp tục chiến đấu, Quốc vương và chính phủ Đan Mạch đã quyết định đầu hàng để tránh cho thủ đô khỏi số phận của Warsaw năm 1939 và để đổi lấy việc giữ lại nền độc lập chính trị trong các vấn đề đối nội, và lệnh cho tất cả các đơn vị quân đội ngừng kháng cự. Cuộc chiến còn tiếp diễn thêm 2 tiếng đồng hồ trước khi mọi lực lượng Đan Mạch nhận được lệnh hạ vũ khí. Năm phút sau, viên sĩ quan phụ trách tại lâu đài Amalienborg, đại úy Henningsen, đã ra lệnh bắt liên lạc với quân Đức để xin ngừng bắn. Phía Đức tiếp nhận và đồng ý là sẽ không tiến quân vào lâu đài. Đến 6h15, hàng trăm lính dù Đức thuộc tiểu đoàn 4, Trung đoàn Dù số 1 đã được thả xuống gần Aalborg, thành phố chính ở bắc Jutland, nhằm đánh chiếm mục tiêu quân sự chủ yếu trong toàn bộ chiến dịch tấn công Đan Mạch: sân bay Aalborg, cây cầu nối cho cuộc xâm chiếm Na Uy. Quân Đức đã không gặp kháng cự nào và chiếm đóng 2 sân bay của thành phố ngay sau khi đổ bộ. Chưa đến 1 giờ sau đó, sân bay này đã sẵn sàng hoạt động để phục vụ cho các chiến dịch tại miền nam Na Uy, và đã tiếp nhận 53 máy bay vận tải Junkers Ju 52 thuộc Phi đội 1, Cụm Không quân Chiến đấu Kampfgruppen z.b.V 1 cùng Tiểu đoàn Bộ binh số 3 thuộc Trung đoàn Bộ binh 159. Hơn 200 lượt cất cánh và hạ cánh đã diễn ra trong ngày đầu tiên, hầu hết trong số đó vận chuyển quân lính và nhiên liệu đến sân bay Fornebu ở Na Uy.

### Chiến sự tiếp diễn

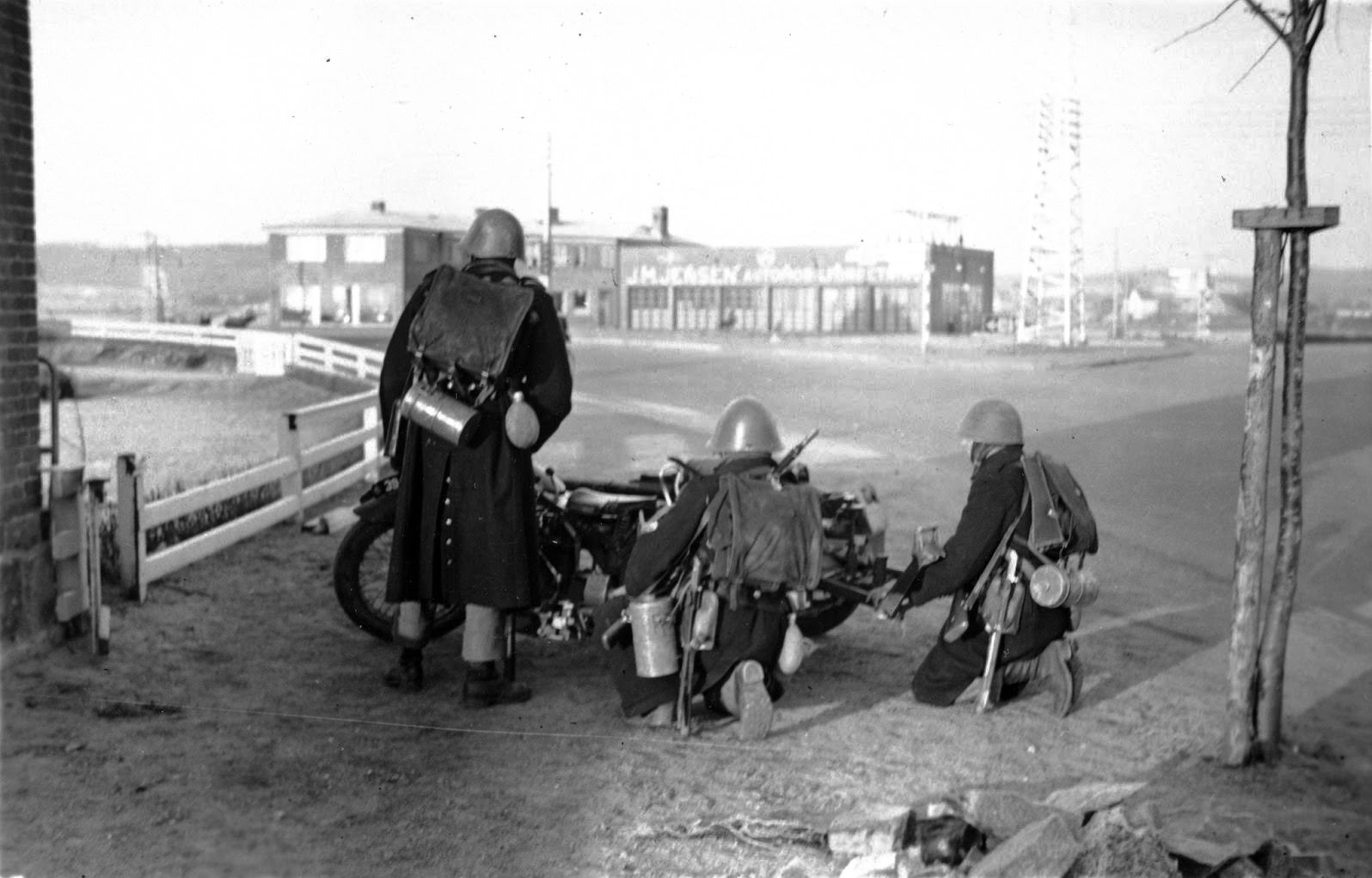
Các chiến sĩ Đan Mạch với súng máy Madsen 20 li sẵn sàng cho trận chiến tại ngã tư phía nam của Aabenraa.

Bất chấp lệnh ngừng bắn của nhà vua chiến sự vẫn tiếp tục diễn ra ở miền nam Jutland. Vào lúc 6h30 quân Đức tấn công vị trí của Đan Mạch ở Bjergskov phía bắc Søgård, và khi các xe tăng Đức phá vỡ được rào chắn thì lực lượng của Đan Mạch nhanh chóng bị bao vây và phải đầu hàng. Trên quốc lộ 11 tại Sølsted một đơn vị chống tăng Đan Mạch ít hơn 50 người đã thiết lập một vị trí phòng thủ với một khẩu đại bác 20 li chặn giữa đường. Khi một lực lượng thuộc trung đoàn cơ giới số 11 của Đức tiếp cận, người Đan Mạch đã khai hoả ngay khi xe thiết giáp đầu tiên vào trong tầm bắn. Chiếc xe này đã bị bắn hạ, chiếc tiếp theo tiếp tục tiến lên nhưng phải thoái lui sau khi trúng đạn. Dù bị bắn trúng nhiều lần, chiếc xe thứ hai vẫn còn bắn trả được. Bộ binh Đức đã hai lần phân tán ra 2 bên đường để thử bọc sườn cứ điểm này, nhưng đều gặp phải hoả lực mạnh và trở nên bế tắc. Cuộc tiến quân của Đức đã bị chặn đứng, với tổn thất 1 xe bọc thép và 1 chiếc khác bị hư hại. Thấy rằng cuộc tấn công đã thất bại, viên tư lệnh trung đoàn Đức liền kêu gọi không quân trợ chiến. 3 chiếc máy bay Henschel Hs 126 đã xuất hiện ngay sau đó, ném bom, bắn phá và đánh bật được quân Đan Mạch ra khỏi các vị trí, buộc viên chỉ huy Đan Mạch ra lệnh cho binh sĩ rút về Bredebro. Khi lính đồn trú Tønder tới được Bredebro thì lệnh đầu hàng đã được ban hành và giao tranh kết thúc.
Trong cuộc chạm trán tại Bredevad, cách biên giới Đan Mạch 10 km về phía bắc, đội quân tiên phong 4 xe thiết giáp của Đức đã tiếp cận ngôi làng. Quân Đan Mạch, bao gồm một trung đội rưỡi được trang bị bằng lựu đạn và một khẩu pháo tự động 20 li, mới chỉ vừa đến và không có đủ thời gian để xây dựng rào cản nên đã nấp trong một khu vườn và bắn cảnh cáo, nhưng người Đức đã phớt lờ đi. Thế là họ nổ súng, bắn hỏng xe bọc thép chỉ huy và giết chết người điều khiển. Tiếp theo là một trận giao tranh ngắn. Quân Đan Mạch hạ được tổng cộng 3 xe bọc thép và chịu thương vong 4 người chết, 2 bị thương trước khi bị bao vây và buộc phải đầu hàng.
Lúc 6h45, khi các lực lượng Đan Mạch trong trại Søgård đang chuẩn bị để kéo về phía bắc đến Vejle tập trung với quân chủ lực thuộc sư đoàn Jutland để sẵn sàng cho trận đánh, thì một cuộc giao tranh ngắn đã diễn ra ở Aabenraa, nơi những người lính Đan Mạch mà trước đó đã chiến đấu tại Lundtoftbjerg đang làm nhiệm vụ chặn hậu, họ tấn công các xe cộ đang truy kích của Đức ở một giao lộ phía nam thành phố. Sau khi làm bị thương một xe tăng Đức, đội quân này đã lên xe rút lui về Haderslev lúc 7 giờ.
Haderslev được bảo vệ bởi lực lượng đồn trú 225 người thuộc sư đoàn Jutland, đóng giữ các doanh trại và trục lộ giao thông chính trong thị trấn. Trong cuộc tấn công đầu tiên tại vùng ngoại ô phía nam, 1 khẩu đội 6 người của Đan Mạch với 1 súng chống tăng 37 li đã tấn công các xe tăng Đức đang tiến đến và bắn hỏng 2 chiếc nhưng toàn bộ khẩu đội đã có hai người chết và số còn lại bị thương. Chiến sự lại tiếp diễn ngay tại một rào cản khác có đặt các khẩu đại bác 20 li ở khoảng chỗ rẽ gần đó, và có thêm 1 lính Đan Mạch chết, nhưng quân Đức đã bị cầm chân một cách hiệu quả. Chiến sự sau đó tiếp diễn thêm 10 phút thì Haderslev nhận được lệnh đầu hàng từ Copenhagen. Quân Đức đã được cho phép tiến vào thị trấn Haderslav, thế nhưng quân đồn trú tại đây lại không nhận được mệnh lệnh này và thế là giao tranh lại tiếp tục. Có thêm 1 lính mô tô tử trận và 1 xe tăng Đức bị hỏng trong cuộc tấn công, 2 lính Đan Mạch bị giết khi đang phòng thủ doanh trại và 3 thường dân đã thiệt mạng do đạn lạc trước khi quân phòng thủ chịu khất phục. Đến 7h15 quân Đức đã tiến đến Slagelse, Vordingborg và Aabenraa, quân đồn trú tại Bredevad liền rút về Rødekro. Quân Đức sau đó đã tiến vào Bredevad từ phía đông và buộc ngôi làng phải đầu hàng.
Đến 8 giờ rưỡi sáng lực lượng Đan Mạch đóng tại Sølsted đã buộc phải rút lui sau khi bị các máy bay tiêm kích Messerschmitt Bf 110 của Đức tấn công, và 5 phút sau họ tập hợp với quân Đan Mạch đã chiến đấu tại Lundtoftbjerg và Aabenraa để đến Haderslev. Họ đã tới được các vị trí phía bắc doanh trại.

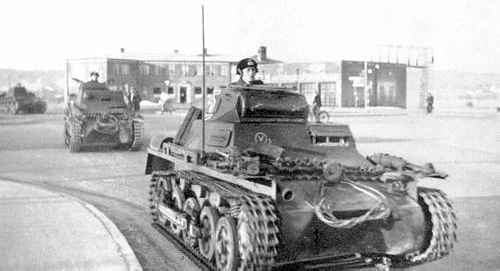
Xe tăng Panzer I và Panzerbefehlswagen I Đức tại ngã tư phía nam Aabenraa

Lúc 7h50 đã xe tăng Đức tấn công vào vị trí của Đan Mạch ở gần Slotsmøllen phía nam Haderslev. Một khẩu súng chống tăng Bofors 37 li của Đan Mạch đã bắn hạ được một cặp xe tăng Đức trước khi bị phá huỷ, và sau đó chiến sự tiếp diễn ở phía trước một rào chắn làm từ toa xe sữa phía sau vị trí đặt súng. 5 phút sau quân Đức đã tấn công cào các vị trí của Đan Mạch tại Bredebro trên quốc lộ 11 và sau 10 phút quân Đan Mạch đã bị bao vây và phải đầu hàng.
Lúc 8 giờ quân đồn trú Haderslev tại Slotsmøllen nhận được lệnh từ sư đoàn Jutland là phải ngừng kháng cự. Sau đó họ đã bắt liên lạc với quân Đức của tướng Witte.
Khi xe tăng Đức tiến qua phố Nørregade, họ đã bị tấn công bởi quân đội Đan Mạch thuộc doanh trại Haderslev. 2 xe tăng đã bị bắn hỏng và 1 tài xế mô tô thiệt mạng. Trong khi người Đức đang điều quân tiếp viện đến để đánh bại quân Đan Mạch trong doanh trại, thì cuộc chiến kết thúc sau khi quân phòng thủ nhận được tin về quyết định đầu hàng của chính phủ. Lúc đó là khoảng 8h15.
Trong lúc này sư đoàn bộ binh 198 vẫn tiếp tục tiến về Copenhagen. Mặc dù trước đó tướng Röttig đã lưu ý các sĩ quan của mình về những các vị trí phòng thủ tự nhiên gần đồi Vårby ở ngoại ô Slagelse là không được để cho quân Đan Mạch thuộc lực lượng đồn trú Slagelse có đủ thời gian bố trí quân tại đó, nhưng trớ trêu là các binh sĩ Đan Mạch cuối ngày hôm trước đã tổ chức diễn tập ở đây. Khi lính Đức tiến quân vào Slagelse lúc 6h45, họ được một trung úy Đan Mạch thông báo rằng các binh sĩ Đan Mạch đã nhận được lệnh không kháng cự. Chỉ huy đơn vị đồn trú đã ra tiếp quân Đức trước cửa doanh trại, còn các binh sĩ Đan Mạch tập hợp trong sân. Khi Tướng Röttig đã đến nơi vài phút sau đó và viên chỉ huy doanh trại lệnh cho các binh sĩ giao nộp vũ khí.
Sau đó Röttig tiếp tục tiến quân dọc theo quốc lộ 1. Đến 8h30 quân Đức đã đến thành phố Ringsted, và lúc 9 giờ thì tới thành phố Roskilde. Lúc 11h45 sư đoàn bộ binh 198 đã tiến vào ngoại ô Copenhagen, và từ lúc này người Đức đã hoàn thành việc kiểm soát toàn bộ lãnh thổ Đan Mạch, ngoại trừ đảo Bornholm bị chiếm đóng ngày 10 tháng 4.

## Kết quả

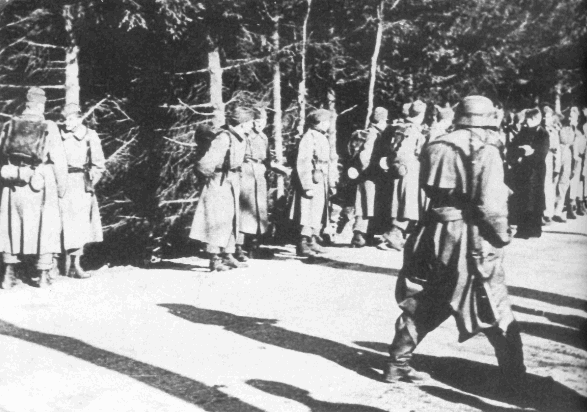
Binh sĩ Đan Mạch giải giáp với sự giám sát của quân Đức bên lề đường sau trận chiến ở Bjergskov sáng ngày 9 tháng 4 năm 1940.

Cả Nhà vua và chính phủ lẫn đại diện hải quân đều tin rằng tiếp tục kháng chiến là vô ích. Đại diện Lục quân là tướng Prior vẫn muốn tiếp tục chiến đấu và kêu gọi nhà vua và chính phủ tiếp tục cuộc đấu tranh từ doanh trại Hovelte ở Bắc Zealand. Nhà vua đã từ chối. Nguy cơ về việc ném bom Copenhagen và cuộc oanh tạc Warsaw của Đức năm 1939 là những lý do góp phần quyết định vào việc lựa chọn đầu hàng.
Hầu hết binh lính Đan Mạch bị quân Đức bắt đều được trả tự do ngay sau lệnh ngừng bắn này.
Sĩ quan Đan Mạch duy nhất từ chối mệnh lệnh đầu hàng là Đại tá Helge Bennike, chỉ huy trung đoàn 4 tại Roskilde. Ông ta dự đoán rằng quân Đức cũng sẽ tấn công Thụy Điển, và khi đó người Thụy Điển sẽ muốn kháng chiến, nên ông quyết định cùng với người của mình lên tàu từ Helsingør để đến Helsingborg. Lúc 10h05, ông rời Helsingør với đại đội số 1 thuộc tiểu đoàn 11 dến Thụy Điển, và 10 phút sau, một bộ phận khác của tiểu đoàn 1 cũng lên tàu "Freja" từ Helsingør đến Helsingborg. Khi đến Helsingborg, họ nhận ra rằng Thụy Điển không bị tấn công. Họ đã bị tước vũ khí và đưa vào doanh trại tại Helsingborg. Trong khi một số trở về Đan Mạch, một số đã chọn ở lại Thụy Điển.
Với thái độ hợp tác của các nhà chức trách Đan Mạch, chính quyền chiếm đóng Đức tuyên bố rằng Đức sẽ "tôn trọng chủ quyền quốc gia và toàn vẹn lãnh thổ cũng như tính trung lập của Đan Mạch."
Việc chiếm đóng Đan Mạch đã được tiến hành quá nhanh đến nỗi nhiều người dân Đan Mạch thức dậy ngày 9 tháng 4 mà không nhận thức được rằng sự chiếm đóng của Đức đã trở thành một thực tế.

### Thiệt hại
Bộ tư lệnh Tối cao Đức đã cố gắng để cho cuộc tấn công Đan Mạch giống như một cuộc xâm chiếm không đổ máu nhằm mục đích tuyên truyền. Do đó những thiệt hại của Đức đã không bao giờ được công bố. Ở điểm này người Đức đã rất thành công khi mà hầu hết cả thế giới đều tin rằng Đan Mạch đã không hề kháng cự lại cuộc xâm lăng.
Nhưng đến năm 2005, các tài liệu lưu trữ của hãng sản xuất vũ khí DISA ("Danish Industrial Syndicate") đã được tiết lộ. DISA sản xuất loại đại bác 20 ly của Đan Mạch mà đã gây thiệt hại cho khá nhiều xe cộ của Đức. Người Đức rất quan tâm đến loại vũ khí này và đã buộc DISA phải xuất khẩu chúng sang Đức. Và trong quá trình mua bán, chính quân đội Đức đã tự tiết lộ số liệu đáng tin cậy sau: họ nói với công ty rằng có 203 binh sĩ đã bị giết bởi những khẩu súng này tại Jutland.
Số liệu chính xác về thiệt hại của Đức vẫn chưa có. Mặc dù thiệt hại của quân Đức là không đáng kể, nhưng họ đã phải rất ngạc nhiên trước sự kháng cự của người Đan Mạch, nhất là với việc các khẩu pháo 20 li của Đan Mạch đã phá hủy tổng cộng 12 xe bọc thép, làm hư hại 3 xe tăng và tiêu diệt một số lượng không rõ xe mô tô trong các cuộc giao tranh tại Nam Jutland. Ngoài ra, nhiều máy bay Đức bị trúng đạn pháo phòng không, trong đó có 1 chiếc máy bay ném bom Heinkel He 111 bị hạ, và 1 tàu bị chìm sau khi đụng phải mìn tại Eo biển Storebælt.
Thiệt hại về nhân mạng của Đức đã không được thống kê, nhưng có thể là cao hơn nhiều so với phía Đan Mạch. Có 2 lính Đức đã bị bắt làm tù binh trong cuộc chiến ngắn ngủi này. Thiệt hại của Đan Mạch gồm 11 lính, 3 bộ đội biên phòng và 2 phi công. 20 lính bị thương. Ngoài ra còn một số thường dân Đan Mạch bị chết hay bị thương. Người ta thường không xét số lính hải quân Đan Mạch tử trận, vì Hải quân không tham gia bất kỳ hoạt động kháng cự nào. Tuy nhiên, thực ra phía Hải quân cũng có chịu thiệt hại.

### Sự chiếm đóng

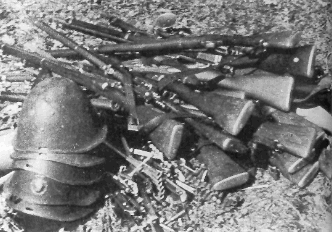
Mũ sắt và súng M.1889 xếp thành đống sau khi giải giáp các binh sĩ Đan Mạch tại Bjergskov.

Ngày 9 tháng 4 năm 1940 đã bắt đầu một thời kỳ chiếm đóng lâu dài của Đức Quốc xã đối với Đan Mạch. Sự chiếm đóng kéo dài cho đến ngày 5 tháng 5 năm 1945, sau khi quân đội Đức ở Hà Lan, tây bắc Đức và Đan Mạch đầu hàng lực lượng Đồng Minh. Riêng quân Đức tại Bornholm đầu hàng 3 ngày sau khi quân Đức đầu hàng ở châu Âu (Ngày VE - 8 tháng 5). Bornholm sau đó bị Liên Xô chiếm giữ, trước đó thì các thị trấn Rønne và Nexø đã bị máy bay Liên Xô ném bom oanh tạc.
Không giống như các quốc gia bị chiếm đóng khác ở châu Âu, sự đầu hàng của Đan Mạch đã giúp cho nước này được hưởng một chế độ chiếm đóng ôn hòa hiếm có, chính phủ và hầu hết các tổ chức công cộng Đan Mạch đều tiếp tục hoạt động về cơ bản không thay đổi gì trong thời kỳ đầu chiếm đóng. Chính phủ Đan Mạch ở lại trong nước và đã có một sự hợp tác, tuy rằng khá căng thẳng, với quân chiếm đóng Đức. Vua Christian X đã trở thành một biểu tượng quốc gia nổi bật trong quần chúng nhân dân. Thậm chí vào mùa hè năm 1943, còn trì hoãn được việc bắt giữ và lưu đày người Đan Mạch gốc Do Thái cho đến khi gần toàn bộ bọn họ được cảnh báo và sang tị nạn tại Thụy Điển. Tổng cộng có 477 người bị lưu đày, 70 người mất mạng, trong tổng số hơn 8.000 người gốc Do Thái và lai Do Thái trước chiến tranh.
Tháng 8 năm 1943 chính quyền chiếm đóng Đức đã nâng mức tình trạng quân sự khẩn cấp và nắm toàn quyền kiểm soát đất nước, do những xung đột chiến tranh đã lan đến gần Đan Mạch. Chính phủ Đan Mạch ngừng hoạt động sau khi quân Đức đã đưa ra những đòi hỏi không thể chấp nhận được. Riêng chính quyền trung ương vẫn tiếp tục các hoạt động của mình dưới hình thức của cái gọi là Chế độ kiểm soát thường trực (Departementschefstyre), với quyền hạn bị hạn chế rất nhiều. Phong trào kháng chiến Đan Mạch bắt đầu nổi lên tích cực hơn và dẫn đến việc người Đức thi hành những biện pháp chiếm đóng chặt chẽ hơn, trong đó có việc bắt giữ những người Đan Mạch gốc Do Thái, đình chỉ và trục xuất cảnh sát Đan Mạch, cũng như tiến hành những hình phạt tử hình đối với những hành động cố tình phá hoại và tấn công lực lượng chiếm đóng. Nhiều thành viên của phong trào kháng chiến đã bị quân Đức bắt và bị hành quyết, nhiều người Đan Mạch cũng thiệt mạng trong các hành động trả thù của quân Đức.